# Globo aerostático

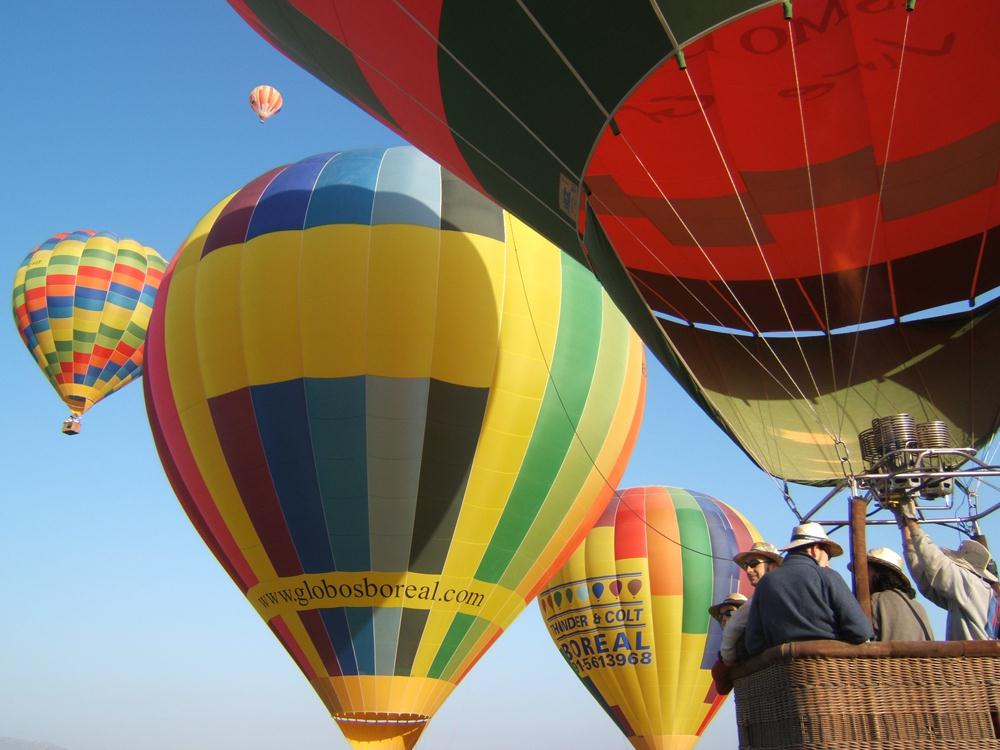
Globos de pasajeros en Segovia

Un globo aerostático es una aeronave aerostática no propulsada que se sirve del principio de los fluidos de Arquímedes para volar, entendiendo el aire como un fluido. Hay diferentes tipos. Por ejemplo, los globos de aire caliente siempre están compuestos por una bolsa abierta en su parte inferior que contiene una masa de aire caliente (gas de elevación), controlada por un dispositivo llamado quemador, situado en la parte superior de la barquilla o arnés y que funciona normalmente con gas propano. En la parte inferior de esta bolsa puede ir una estructura sólida denominada barquilla o en los globos de tamaños más pequeños puede ser sustituida por un arnés específico. Como no tienen ningún tipo de propulsor, los globos aerostáticos se "dejan llevar" por las corrientes de aire. Los globos pueden controlar la altura mediante el quemador para ascender y una válvula en su parte superior llamada paracaídas que enfría el aire interior a demanda para descender.

## Historia

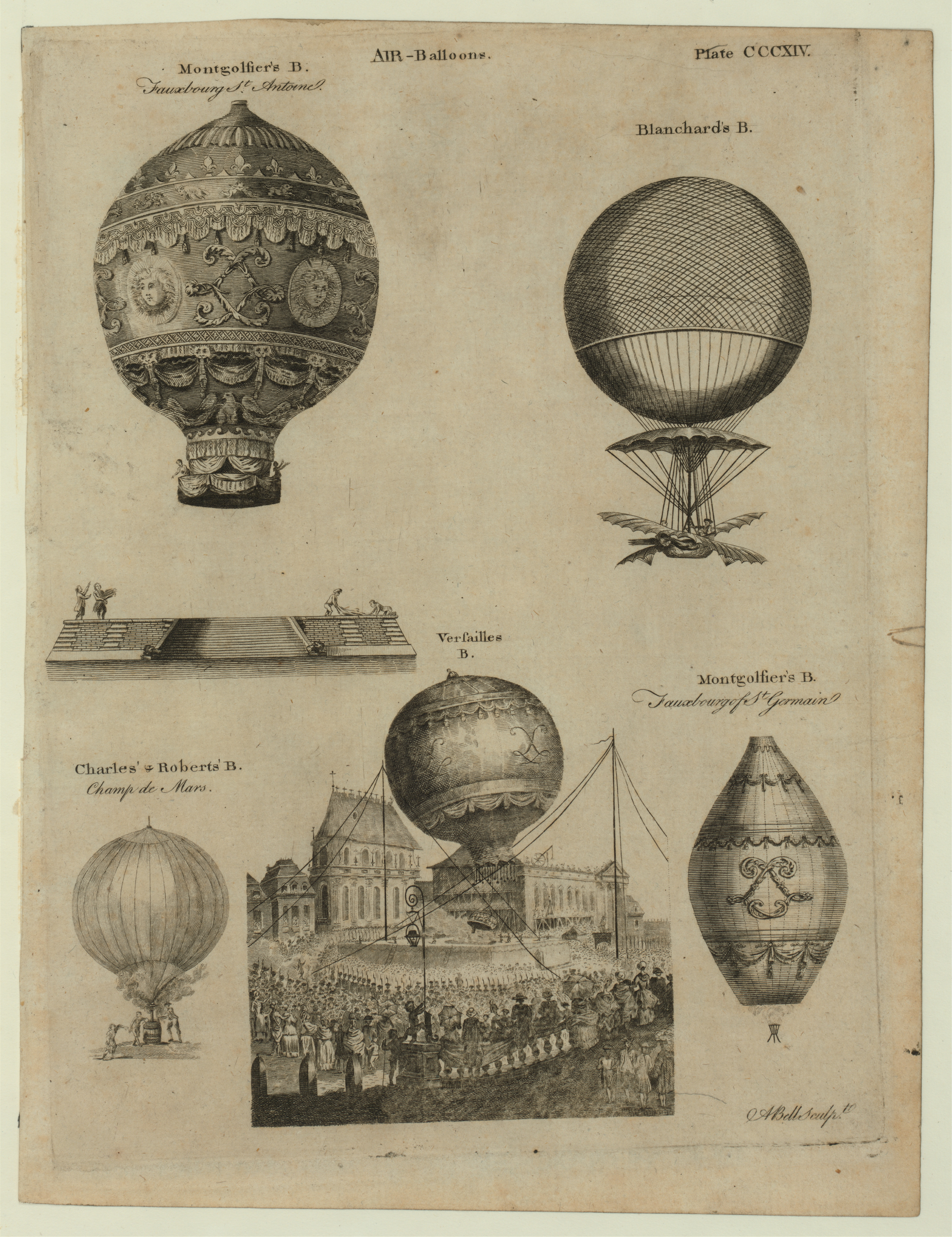
Los primeros cinco ascensos de globos aerostáticos en Francia

En agosto de 1709, el sacerdote portugués Bartolomeu de Gusmão hizo la primera demostración de ascensión aérea en globo de aire caliente no tripulado en la Casa de Indias de Lisboa, ante la corte del rey Juan V de Portugal.
Los hermanos Montgolfier realizaron la primera demostración pública de su nuevo invento el 4 de junio de 1783 en Francia. Su sueño de llegar hasta el cielo se hizo realidad. La idea del globo aerostático comenzó a crearse cuando los hermanos estaban sentados frente a una hoguera. Notaron que el humo se elevaba y pensaron en la oportunidad de aprovechar dicha cualidad. Después de varios experimentos, comprendieron que el aire caliente es más liviano que el frío, por lo que tiende a subir. Decidieron crear una máquina que permitiera volar con este principio. Joseph y Jacques Montgolfier lanzaron su primer modelo en septiembre de 1782. El vuelo inicial demostró que su teoría estaba en lo cierto. El 4 de junio de 1783 realizaron una demostración pública con un globo aerostático de diez metros de diámetro en un mercado francés. Estaba construido con tela y papel. Más de 130 000 personas quedaron anonadadas cuando en septiembre del mismo año volvió a volar en Versalles. Luis XVI, María Antonieta y la corte francesa presenciaron el momento. Un gallo, una oveja y un pato fueron sus tripulantes.

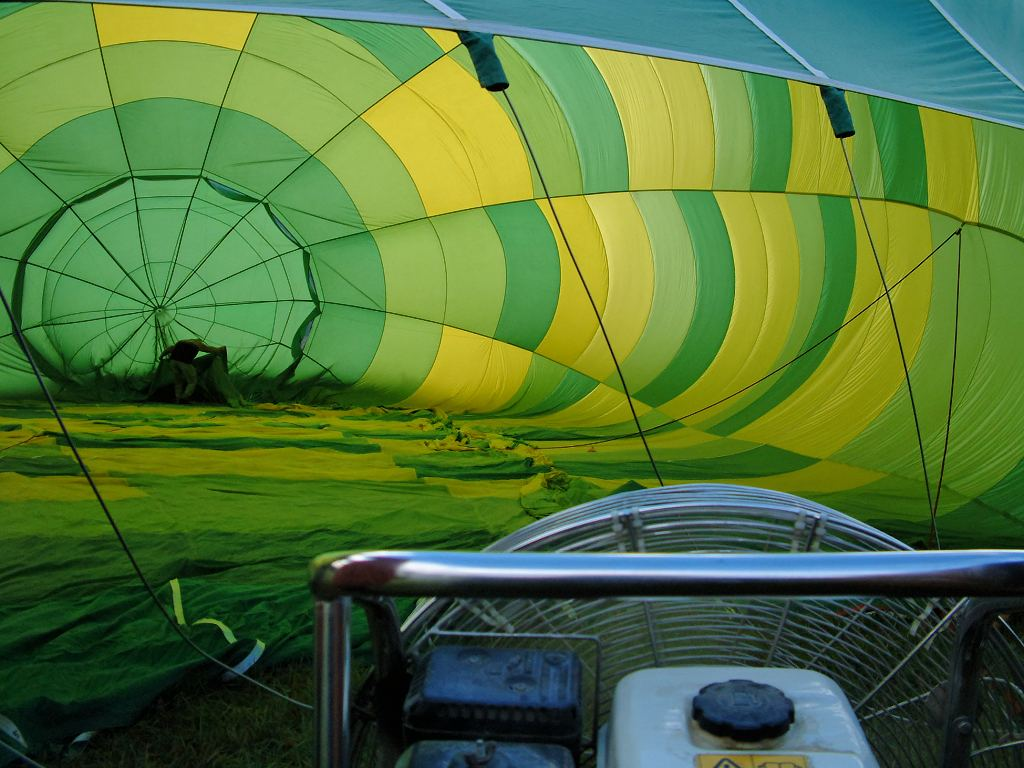
Llenado inicial

Еl primer globo con un quemador de combustible líquido fue inventado por los residentes de Lviv Ignacy Martynovych y Nepomuk Herman. En 1784, un globo sin pasajeros con un quemador automático de combustible líquido se elevó sobre el Bilsky Garden en Lviv.
Justo en octubre de ese año viajaron por primera vez humanos. Jean-François Pilâtre de Rozier fue el valiente pionero. En 1785 él y un acompañante se convirtieron en las 2 primeras personas en morir en un accidente aéreo en la historia.[cita requerida] En noviembre de 1792, los ensayos realizados por un grupo de artilleros, en el Real Colegio de Artillería de Segovia y después ante el rey Carlos IV de España, del vuelo de un globo aerostático, todos ellos dirigidos por Louis Proust, fueron los primeros realizados en el ámbito militar. El 22 de octubre de 1797, el intrépido André Jacques Garnerin saltó con un paracaídas desde un globo que volaba a gran altura sobre el cielo de París.
El 21 de marzo de 1999, el suizo Bertrand Piccard y el británico Brian Jones culminaron la vuelta al mundo en globo aerostático sin realizar escalas, tras recorrer 46 759 kilómetros a bordo del Breitling Orbiter 3 en 19 días, 21 horas y 55 minutos.

## En España

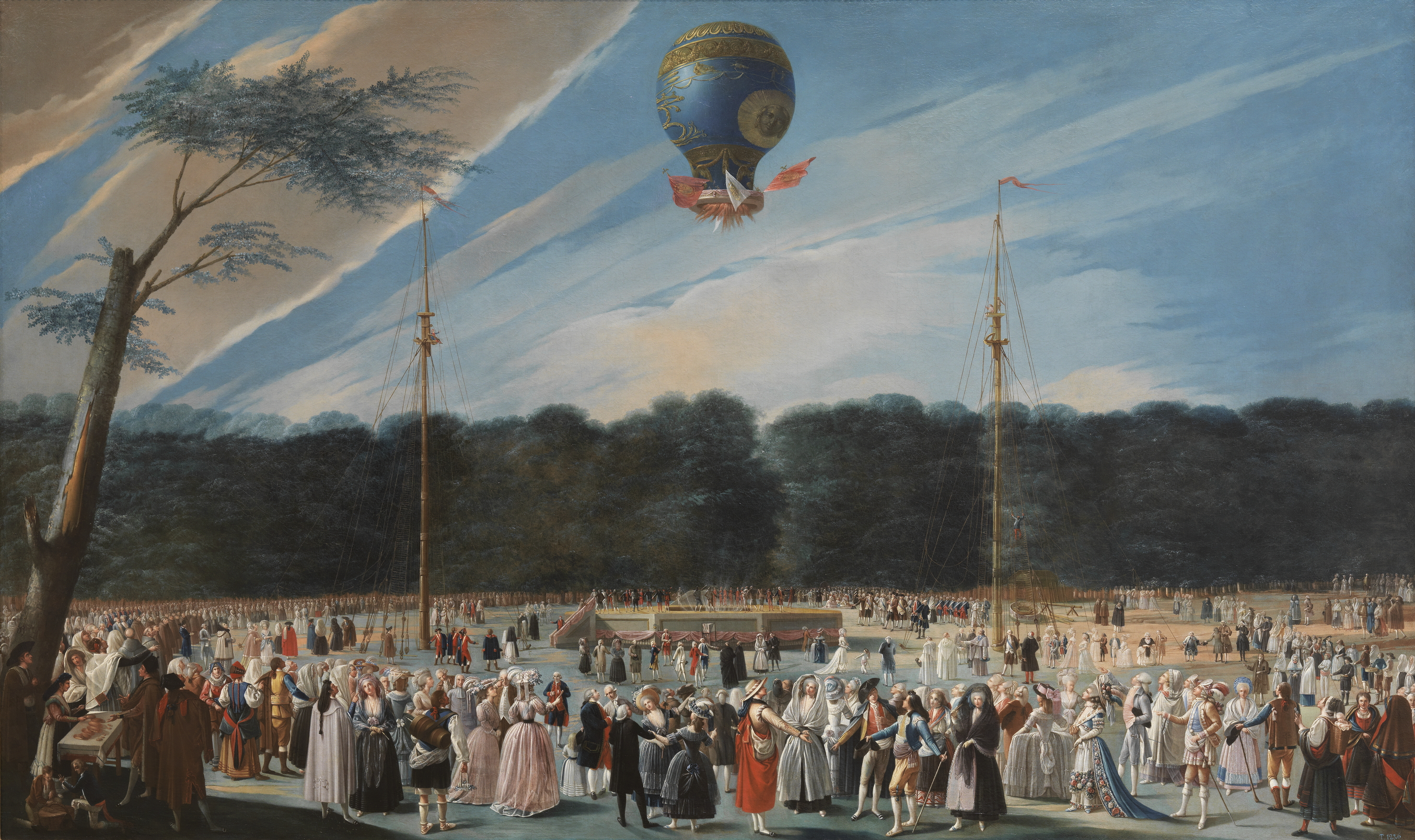
Ascensión de un globo Montgolfier en Aranjuez, de Antonio Carnicero (1784).

El primer vuelo documentado fue en Extremadura, de Plasencia a Coria, el 10 de marzo de 1784. La primera ascensión de una persona la intenta en Aranjuez el francés Charles Bouché el 6 de junio de 1784, pero resultó herido al desplomarse el globo cuando iniciaba el ascenso. Sin embargo, fue el italiano Vicente Lunardi quien consigue ser el primero en ascender el 12 de agosto de 1792. El hecho tuvo lugar en los jardines del parque del Buen Retiro de Madrid, volando durante una hora hasta la villa de Daganzo, cerca de Alcalá de Henares. El mismo Lunardi repite ascensión el 8 de enero de 1793, pero esta vez en la localidad madrileña de Aranjuez.

### Primer vuelo con fines militares de la historia
En noviembre de 1792 culminan con éxito una serie de pruebas realizadas en el laboratorio del Alcázar de Segovia, con una demostración ante el rey Carlos IV de España del vuelo de un globo aerostático con la finalidad de obtener información relativa a las defensas de una plaza o al dispositivo de ataque a una plaza sitiada.
En esta demostración participaron los capitanes D. Pedro Fuertes, D. Manuel Gutiérrez y D. César González, los cadetes D. Gesualdo Sahajosa y D. Pascual Gayangos y un grupo de artilleros, todos ellos dirigidos por Louis Proust; y constituye el antecedente más antiguo de lo que, casi 100 años más tarde, sería el Servicio de Aerostación del Ejército.
De ello da fe la carta del Conde de Aranda, por aquel entonces secretario interino de la guerra, dirigida al comandante del Departamento de Artillería de Segovia, D. José Pedraza, informándole del éxito obtenido en el primer vuelo de prueba realizado en El Escorial, en presencia del rey.

No obstante, los ensayos realizados en el Real Colegio de Artillería de Segovia y después ante el Rey, fueron los primeros realizados en el mundo en el aspecto militar, y de hecho supusieron el nacimiento de la Aerostación Militar, que no se vio concretado hasta casi un siglo más tarde, el 15 de diciembre de 1884, cuando se crea el Servicio Militar de Aerostación, a partir de la 4.ª Compañía del Batallón de Telégrafos, para el empleo de globos aerostáticos y dirigibles, dedicada al estudio y tareas de observación.

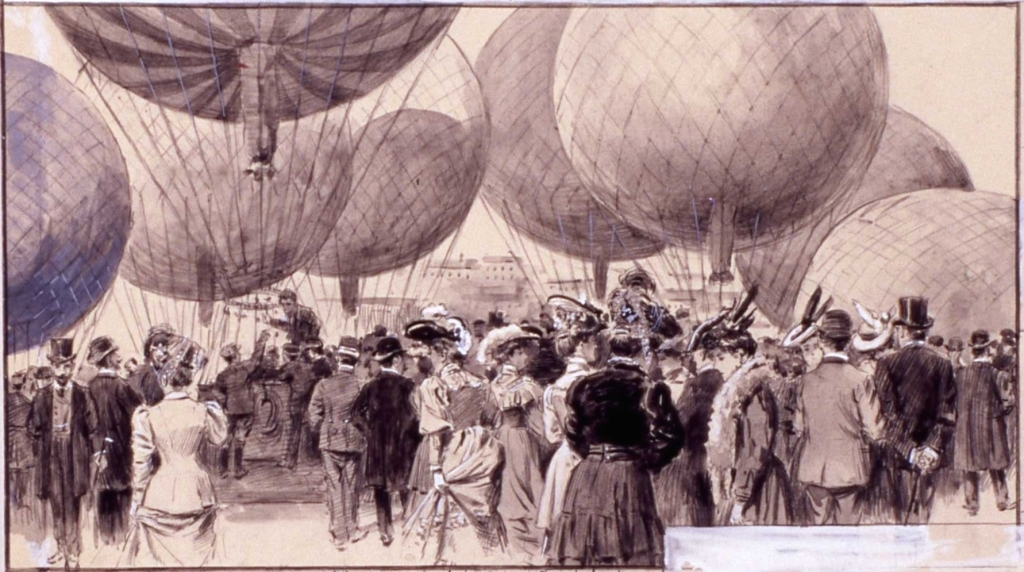
Fiesta de aerostación en Madrid (1905) en un dibujo de Mariano Pedrero

En 1896 se creó como unidad independiente la Compañía de Aerostación. La reina regente María Cristina de Habsburgo-Lorena, en una visita a las maniobras que dicha Compañía efectuaba en la Casa de Campo de Madrid, hizo una ascensión en un globo cautivo el 27 de junio de 1889.

### En la actualidad
En la actualidad, la ciudad de Igualada, en la provincia de Barcelona, es la sede del European Balloon Festival, la concentración de globos aerostáticos más importante de España y del sur de Europa, que se celebra cada año en el mes de julio desde 1997. Igualada también es la sede de Ultramagic, el único fabricante de España y el segundo mayor fabricante mundial de globos aerostáticos de aire caliente. La producción anual de la empresa se sitúa entre los 80 y 120 globos, destinando cerca del 80% a la exportación.

## En Hispanoamérica
En Xalapa, Veracruz, México, fue José María Alfaro quien logró elevar un globo aerostático de aire caliente y de cubierta impermeable en 1784. Casi un año más tarde, el domingo 6 de febrero de 1785, el militar Antonio María Fernández elevó un globo más pequeño en el puerto de Veracruz. Durante 1785 hubo varios otros vuelos en Veracruz (algunos resultados fueron "prósperos" y otros "adversos").
La primera constancia del vuelo de un globo aerostático en Venezuela fue cuando González Torres de Navarra era gobernador y capitán general de la provincia de Venezuela en la época colonial. El 20 de enero de 1785 se realizó una exhibición para festejar el cumpleaños del monarca. La dimensión del globo era de doce varas de diámetro (aproximadamente diez m) y en la composición de la cubierta se utilizó aceite y papel.
Parece ser que el primer aeronauta de Cuba fue el francés Eugenio Roberston, quien el 19 de marzo de 1828 se elevó en un globo aerostático desde la Plaza de Armas de La Habana. Adolfo Theodore realizó tres ascensiones en 1830. No obstante, el primer lugareño que consiguió un vuelo de estas características fue José Domingo Blineau, que realizó una primera ascensión el 3 de mayo de 1831 y una segunda en 1833.
Otro de los pilotos cubanos fue Matias Pérez, el cual hizo dos vuelos en globo desde la ciudad de La Habana. El primero tuvo lugar el 12 de junio de 1856, segundo vuelo lo realizó el 29 de junio de 1856, pero jamás regreso.
El primer vuelo en globo en Perú se efectuó en la plaza de Acho de Lima el 24 de septiembre de 1840 a cargo de José María Flores.
A lo largo de todo el siglo XIX sirvió también para fines bélicos. Durante la Guerra de la Triple Alianza, un globo aerostático cautivo del ejército brasileño permitió observar a la artillería paraguaya. Esta observación tuvo lugar el 6 de julio de 1866, cuando el ingeniero militar argentino de origen polaco Roberto A. Chodasiewicz se convirtió en el primer militar latinoamericano en elevarse en globo.
Los argentinos Aarón de Anchorena y Jorge Newbery realizaron el 25 de diciembre de 1907 con el legendario globo «Pampero», que el primero había traído desde Francia, el primer vuelo en cruzar el Río de la Plata. El 17 de octubre del año siguiente, el «Pampero» desaparecía en pleno vuelo, posiblemente adentrándose en el mar; sus tripulantes eran Eduardo Newbery, hermano de Jorge, y el sargento Romero. También fue Newbery quien en 1909 pilotó por primera vez el globo aerostático «Huracán», desde Belgrano al Brasil.
El argentino José María Flores fue el primero en ascender en globo en Colombia, el 12 de junio de 1843 en la ciudad de Popayán. Se presentó posteriormente en Bogotá el 27 de septiembre de ese mismo año ascendiendo en su globo desde el edificio del Colegio de Nuestra Señora del Rosario "Universidad del Rosario", en un accidentado vuelo, cuando se vio obligado a saltar de la canastilla del globo agarrado a una cuerda, mientras el globo se precipitaba a tierra. Los pormenores de este vuelo aparecen publicados en el periódico "El Constitucional de Cundinamarca" del 1 de octubre de 1843.  Con motivo de la conmemoración de los doscientos años de independencia de Colombia, en julio de 2009 se realizó el primer despliegue de globos aerostáticos en gran cantidad. En Bogotá, más de 40 globos surcaron los cielos de la ciudad aterrizando en diferentes puntos de la ciudad. En 1875 el mexicano Antonio Guerrero ofreció un espectáculo de acrobacia en la ciudad de Medellín a bordo de su globo y en pleno parque Berrío.
El 1 de abril de 1987, los argentinos Rodolfo Hossinger y Eduardo Pablo Aráoz cruzaron por primera vez el Río de la Plata con un globo de aire caliente, uniendo el aeroparque Jorge Newbery de Buenos Aires, Argentina, con una zona rural cercana a la estancia presidencial de la República Oriental del Uruguay, en las inmediaciones de Colonia del Sacramento.
En Chile, el primer registro de globo aerostático tripulado y verificable es atribuido al sr William Paullin el cual llegó a Chile en 1841, Paullin realizó ascensiones en otros países de la región, incluyendo Cuba, Haití, Puerto Rico y México. 
En 1876 llega a Chile Eduardo Laiselle en una compañía de variedades. Sus primeras ascenciones las realizó en el Parque Cousiño (28 de octubre de 1877), donde también registra vuelos en otras ciudades, referenciando el relato del historiador Chileno Virgilio Figueroa  "...El globo se eleva unos doscientos y trescientos metros, a veces un poco más,y cuando se le concluía el humo o el aire caliente empezaba a descender lentamente y caía a veces en la calle. Otras en alguna casa o en algún arbolado. La gente corría tras el atrevido piloto y lo auxiliaba cuando caía en algún sitio peligroso. Nosotros desde el balcón de la niñez presenciamos el espectáculo en Talca y todavía perdura la impresión que nos produjo"  

## Principios
Un globo es conceptualmente la más sencilla de las máquinas voladoras. El globo consiste en una envoltura de tela llena de un gas que es más ligero que la atmósfera circundante. Como todo el globo tiene menos densidad que su entorno, se eleva llevando consigo una cesta, fijada en la parte inferior, que transporta pasajeros o carga útil.  Aunque un globo no tiene sistema de propulsión, es posible un cierto grado de control direccional haciendo que el globo suba o baje de altura para encontrar direcciones de viento favorables.
Hay tres tipos principales de globos:
- El globo de aire caliente o Montgolfière obtiene su flotabilidad calentando el aire dentro del globo; se ha convertido en el tipo más común.
- El globo de gas o Charlière se infla con un gas de menor peso molecular que la atmósfera ambiental; la mayoría de los globos de gas funcionan con la misma presión interna del gas que la presión de la atmósfera circundante; un globo de sobrepresión puede funcionar con el gas de elevación a una presión superior a la del aire circundante, con el objetivo de limitar o eliminar la pérdida de gas por el calentamiento diurno; los globos de gas se llenan con gases como:
  - hidrógeno - originalmente muy utilizado pero, desde la catástrofe del Hindenburg, ahora rara vez se utiliza debido a su alta inflamabilidad;
  - gas de hulla - aunque da alrededor de la mitad de elevación que el hidrógeno,[28] ampliamente utilizado durante el siglo XIX y principios del XX, ya que era más barato que el hidrógeno y fácilmente disponible;
  - helio - utilizado hoy en día para todos los dirigibles y la mayoría de los globos de gas tripulados;
  - Otros gases han sido el amoníaco y el metano, pero estos tienen poca capacidad de elevación y otros defectos de seguridad y nunca se han utilizado ampliamente.[29]
- El tipo de globo Rozière tiene gases de elevación calentados y no calentados en bolsas de gas separadas. Este tipo de globo se utiliza a veces para vuelos de larga distancia, como la circunnavegaciones recientes, pero no se utiliza en otros casos.

Tanto el globo de aire caliente, o Montgolfière, como el globo de gas siguen siendo de uso común. Los globos Montgolfière son relativamente baratos, ya que no requieren materiales de alta calidad para sus envolturas, y son populares para la actividad deportiva de los globos.

### Globos de aire caliente

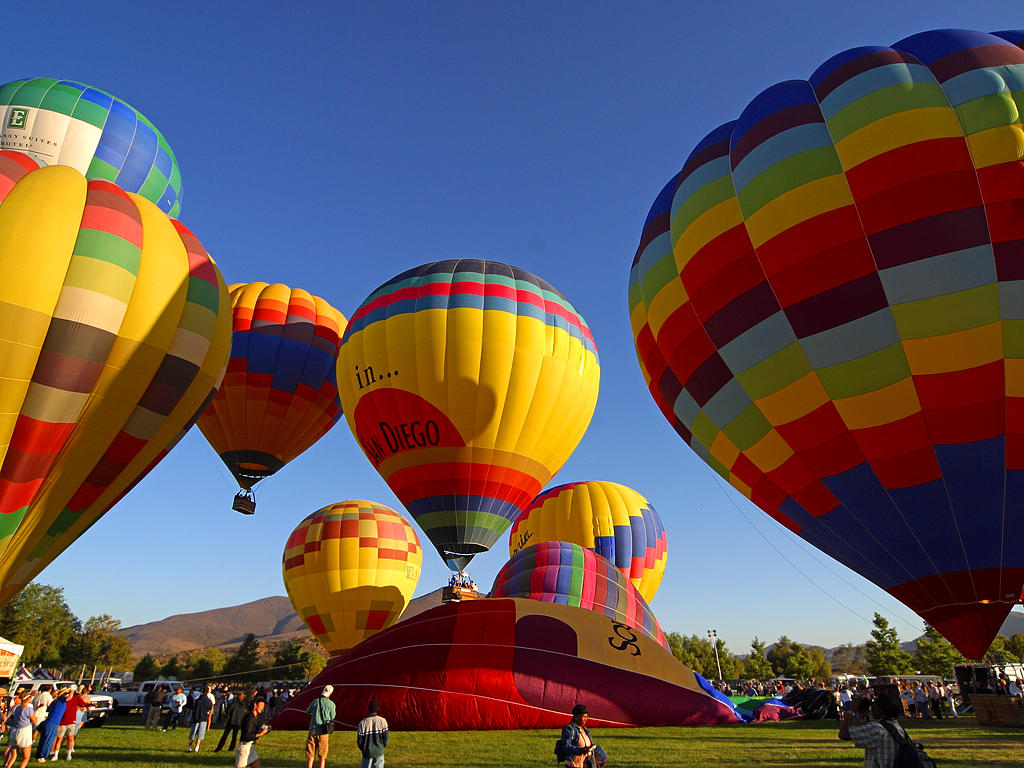
Globos de aire caliente en San Diego.

El primer globo que transportó pasajeros utilizó aire caliente para obtener flotabilidad y fue construido por los hermanos Joseph y Etienne Montgolfier en Annonay, Francia, en 1783. El primer vuelo con pasajeros fue el 19 de septiembre de 1783, llevando una oveja, un pato y un gallo.
El primer vuelo en globo tripulado atado fue realizado por un globo Montgolfier más grande, probablemente el 15 de octubre de 1783.  El primer vuelo en globo libre lo realizó el mismo globo de Montgolfier el 21 de noviembre de 1783.
Cuando se calienta, el aire se expande, por lo que un determinado volumen de espacio contiene menos aire. Esto lo hace más ligero y, si su fuerza de sustentación es mayor que el peso del globo que lo contiene, elevará el globo hacia arriba. Un globo de aire caliente sólo puede mantenerse arriba mientras tenga combustible para su quemador, para mantener el aire lo suficientemente caliente.
Los primeros globos aerostáticos de los Montgolfier utilizaban un brasero de combustible sólido que resultó ser menos práctico que los globos de hidrógeno que les siguieron casi inmediatamente, y el uso de globos aerostáticos pronto desapareció.
En la década de 1950, la comodidad y el bajo coste de los quemadores de gas embotellados propiciaron el resurgimiento de los globos aerostáticos para fines deportivos y de ocio.
La altura de un globo de aire caliente se controla girando el quemador hacia arriba o hacia abajo según sea necesario, a diferencia de los globos de gas, en los que a menudo se llevan pesos de lastre para poder soltarlos si el globo baja demasiado, y para aterrizar hay que ventilar parte del gas de elevación a través de una válvula.

### Globos de gas
El profesor Jacques Charles fabricó un globo que transportaba personas y que utilizaba el gas ligero hidrógeno para la flotabilidad, y que voló menos de un mes después del vuelo de Montgolfier, el 1 de diciembre de 1783. Los globos de gas tienen una mayor fuerza de sustentación para un volumen determinado, por lo que no necesitan ser tan grandes, y también pueden permanecer en el aire durante mucho más tiempo que el aire caliente, por lo que los globos de gas dominaron el vuelo en globo durante los siguientes 200 años. En el siglo XIX, era habitual utilizar gas ciudad para llenar los globos; éste no era tan ligero como el gas hidrógeno puro, ya que tenía aproximadamente la mitad de poder de elevación, pero era mucho más barato y fácil de conseguir.

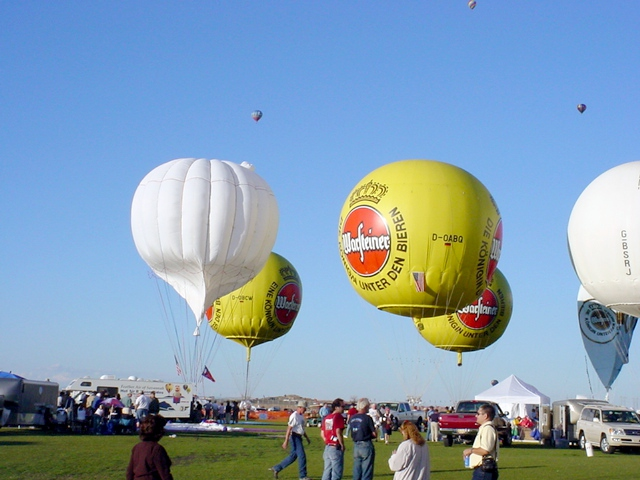
Globos de gas en la Albuquerque International Balloon Fiesta.

Los globos de gas ligero son predominantes en las aplicaciones científicas, ya que son capaces de alcanzar altitudes mucho mayores durante períodos de tiempo mucho más largos. Suelen estar llenos de helio. Aunque el hidrógeno tiene más poder de elevación, es explosivo en una atmósfera rica en oxígeno. Salvo algunas excepciones, las misiones científicas con globos no están tripuladas.
Existen dos tipos de globos de gas ligero: de presión cero y de sobrepresión. Los globos de presión cero son la forma tradicional de globo de gas ligero. Se inflan parcialmente con el gas ligero antes del lanzamiento, con la misma presión de gas tanto dentro como fuera del globo. A medida que el globo de presión cero se eleva, su gas se expande para mantener la diferencia de presión cero, y la envoltura del globo se hincha.
Por la noche, el gas de un globo de presión cero se enfría y se contrae, haciendo que el globo se hunda. Un globo de presión cero sólo puede mantener la altitud liberando gas cuando sube demasiado, donde el gas en expansión puede amenazar con romper la envoltura, o liberando lastre cuando se hunde demasiado. La pérdida de gas y de lastre limita la resistencia de los globos de presión cero a unos pocos días.
Un globo de sobrepresión, por el contrario, tiene una envoltura resistente e inelástica que se llena de gas ligero a una presión superior a la de la atmósfera exterior, y luego se sella. El globo de superpresión no puede cambiar mucho de tamaño, por lo que mantiene un volumen generalmente constante. El globo de sobrepresión mantiene una altitud de densidad constante en la atmósfera, y puede mantener el vuelo hasta que una fuga de gas lo hace descender gradualmente.
Los globos de sobrepresión ofrecen una resistencia de vuelo de meses, en lugar de días. De hecho, en una operación típica, la misión de un globo de sobrepresión con base en la tierra finaliza por una orden de control en tierra para abrir la envoltura, en lugar de por una fuga natural de gas.
Los globos de gran altitud se utilizan como naves de alto vuelo para transportar instrumentos científicos (como los globos meteorológicos), o alcanzar altitudes cercanas al espacio para tomar imágenes o fotos de la Tierra. Estos globos pueden volar a más de 100.000 pies (30,5 km) en el aire, y están diseñados para estallar a una altitud determinada en la que el paracaídas se desplegará para llevar la carga útil de vuelta a la tierra de forma segura.
El globo de racimo utiliza muchos globos más pequeños llenos de gas para volar (véase Una introducción al globo de racimo).

### Globos combinados
Los primeros globos de aire caliente no podían permanecer en el aire por mucho tiempo porque usaban mucho combustible, mientras que los primeros globos de hidrógeno eran difíciles de subir o bajar según se deseara porque el aeronauta solo podía ventilar el gas o descargar el lastre un número limitado de veces. Pilâtre de Rozier se dio cuenta de que para un vuelo de larga distancia como cruzar el Canal de la Mancha, el aeronauta necesitaría hacer uso de las diferentes direcciones del viento a diferentes altitudes. Por lo tanto, sería esencial tener un buen control de la altitud y al mismo tiempo poder permanecer despierto durante mucho tiempo. Desarrolló un globo combinado que tenía dos bolsas de gas, el globo Rozier. El superior contenía hidrógeno y proporcionaba la mayor parte de la sustentación constante. El inferior contenía aire caliente y podía calentarse o enfriarse rápidamente para proporcionar la sustentación variable para un buen control de la altitud.
En 1785, Pilâtre de Rozier despegó en un intento de volar a través del Canal, pero poco después del vuelo, la bolsa de gas de hidrógeno se incendió y De Rozier no sobrevivió al accidente que siguió. Esto le valió a De Rozier el título de "El primero en volar y el primero en morir".
No fue hasta la década de 1980 que se desarrolló la tecnología para permitir la operación segura del tipo Rozier, por ejemplo, mediante el uso de helio no inflamable como gas de elevación, y varios diseños han llevado a cabo con éxito vuelos de larga distancia.

### Anclaje y globos cometa

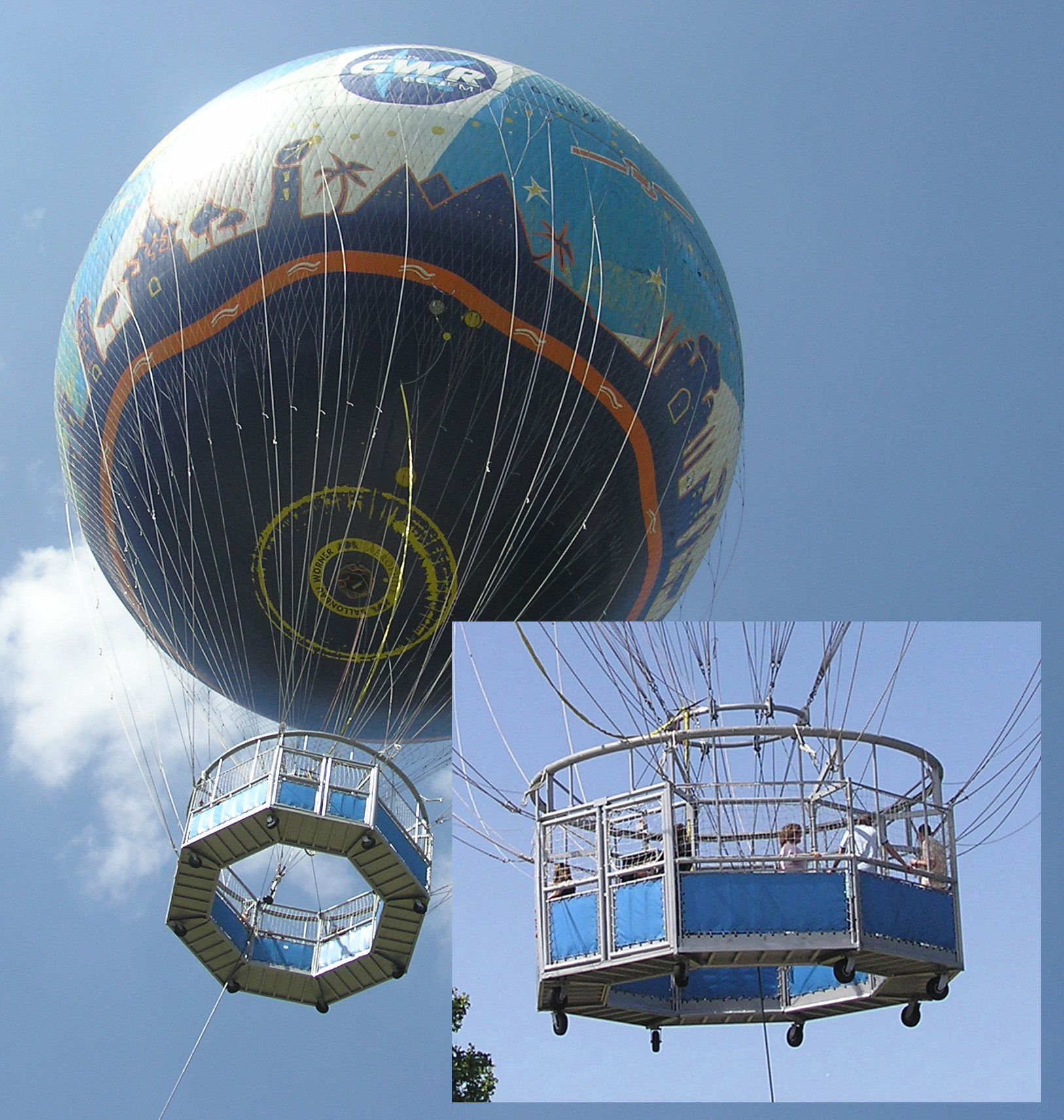
Un globo de helio atado lleva a público a 150 m sobre la ciudad de Bristol, Inglaterra. El recuadro muestra el detalle de la góndola.

Como alternativa al vuelo libre, un globo puede ser atado para permitir un despegue y aterrizaje fiables en el mismo lugar. Algunos de los primeros vuelos en globo fueron amarrados por seguridad, y desde entonces los globos han sido amarrados para muchos propósitos, incluida la observación militar y el bombardeo aéreo, usos meteorológicos y comerciales.
La forma esférica natural de un globo es inestable con vientos fuertes. Los globos atados para su uso en condiciones de viento a menudo se estabilizan mediante una forma aerodinámica y se conectan a la atadura mediante una disposición de cabestro. Estos se llaman globos cometa.
Un globo cometa es distinto de un kytoon (cometa globo), que obtiene una parte de su sustentación aerodinámicamente.